# Лешняк, Милан
Милан Лешняк (серб. Милан Лешњак; род. 9 сентября 1975, Белград) — югославский и сербский футболист, защитник; тренер.

## Клубная карьера
Воспитанник клуба «Црвена звезда», за которую играл в 1993—1994 годах. В составе «Црвены звезды» стал обладателем Кубка Югославии. В 1994 году перешёл в «Обилич», вместе с которым выиграл чемпионат Югославии. В 1998 году перешёл в бельгийский клуб «Брюгге». В составе чёрно-синих стал обладателем Кубка Бельгии и двукратным обладателем Суперкубка Бельгии. В 2003 году перешёл в состав раменского «Сатурна», игравшего на тот момент в высшем дивизионе. 15 марта дебютировал в чемпионате России, в матче против петербургского «Зенита» вышел в стартовом составе, но был заменён на 12-й минуте из-за тяжёлой травмы, нанесённой Александром Кержаковым. Из-за травмы выбыл из игры на год. Всего за «Сатурн» в чемпионате России сыграл 27 матчей, после чего завершил карьеру игрока.